# 岩村和朗
岩村和朗（日语：／ Iwamura Kazuo，1939年4月3日—2024年12月19日）是一位日本繪本、兒童文學作家，出生於日本東京都足立區。其代表作為《14隻老鼠系列》等兒童繪本作品。

## 經歷
岩村於東京都足立區出生，是家中六名兄弟之一。他在5歲時與哥哥兩人一同疏散到秋田縣的祖父母家中，戰後返回東京，與家人住在杉並區一間僅有八疊大的借屋中，全家共八人一起生活。1958年，岩村畢業於東京都立西高等學校；1964年，他畢業於東京藝術大學美術學部工藝科。1975年，36歲的他遷居栃木縣芳賀郡益子町，一邊耕種農田一邊進行創作活動。
1983年，岩村發表了《14隻老鼠搬家》和《14隻老鼠的早餐》。這兩本繪本描繪了一個由三代十四隻老鼠組成的家庭，在豐富的自然環境中協力搬家、採集食材及製作料理的生活場景，展現了滿溢喜悅與活力的日常生活。《14隻老鼠搬家》至2008年的累計銷量達到92萬冊，而《14隻老鼠的早餐》則突破101萬冊，成為廣受歡迎的長銷作品，並催生出更多續作。除了「14隻老鼠系列」，岩村的其他作品亦以擬人化的動物為主角，例如以哲學啟蒙為主題的《青蛙君的思考》。
1998年，岩村於栃木縣那須郡馬頭町（現那珂川町）創建了「岩村和朗繪本之丘美術館」，並親自擔任館長。長子岩村康一朗（1965年6月29日生）現為「岩村和朗繪本之丘美術館」的商店負責人；次子岩村吉景（1974年6月10日生）則是一名陶藝家。

### 逝世
2024年12月19日，岩村辭世，享壽85歲。訃報於2025年1月公告於童心社網站。

## 作品列表

### 14隻老鼠系列
- 《老鼠的釣魚旅行》（ねずみのさかなつり、1981年）
- 《老鼠的火車》（ねずみのでんしゃ、1982年）
- 《14隻老鼠大搬家》（14ひきのひっこし、1983年7月10日）
- 《14隻老鼠吃早餐》（14ひきのあさごはん、1983年7月10日）
- 《老鼠的海灘旅行》（ねずみのかいすいよく、1983年）
- 《14隻老鼠挖山芋》（14ひきのやまいも、1984年7月20日）
- 《14隻老鼠過冬天》（14ひきのさむいふゆ、1985年11月1日）
- 《14隻老鼠去郊遊》（14ひきのぴくにっく、1986年11月15日年）
- 《14隻老鼠賞月》（14ひきのつきみ、1988年6月25日年）
- 《14隻老鼠洗衣服》（14ひきのせんたく、1990年5月25日）
- 《14隻老鼠捉迷藏》（14ひきのあきまつり、1992年10月3日）
- 《14隻老鼠晚安》（14ひきのおやすみ、1994年7月10日）
- 《14隻老鼠種南瓜》（14ひきのかぼちゃ、1997年4月25日）
- 《14隻老鼠遊池塘》（14ひきのとんぼのいけ、2002年6月30日）
- 《14隻老鼠搗年糕》（14ひきのもちつき、2007年11月15日）

### 其他作品
- 《坦坦的魔法遊戲：紅色背帶》（1978年）
- 《坦坦的魔法遊戲：神秘小袋》（1981年）
- 《你什麼時候睡覺？》（1982年）
- 《大湯姆與小龐姆》（1982年）
- 《開飯了！》（1988年）
- 《森林裡的鋼琴》（1989年）
- 《醒醒吧！》（1996年）
- 《我們在這裡，聖誕老人！》（1998年）
- 《青蛙君的思考》（2001年）
- 《青蛙君的新思考》（2002年）
- 《青蛙君的夢想》（2003年）
- 《青蛙君的一生》（2004年）
- 《全是紅色》（2004年）
- 《暴雨中的朋友》（2004年）
- 《歡迎下雪天！》（2005年）
- 《松鼠的春天》（2005年）
- 《醒來後的小貓》（2007年）
- 《紅蘋果》（2010年）
- 《楓、花與蒲公英》（2016年）

## 榮譽
- 繪本日本獎（1983年、《14隻老鼠的早餐》）[10]
- 小學館繪畫獎（1985年、《14隻老鼠與山藥》等）
- 產經兒童出版文化獎（1986年、《孤單的最後列車》）
- 講談社出版文化獎繪本獎（1996年、《思考的青蛙君》）
- 栃木縣文化功勞者表彰（2008年、栃木縣）
- 法國藝術與文學勳章（2014年）[11][12]
- Prix Livrentête 2014獎項（2014年）
- Nord-Isère Prize 2014獎項（2014年）
- 一般社團法人日本兒童文藝家協會兒童文化功勞獎（2015年）
- 栃木縣形象提升貢獻獎（2016年、栃木縣產業協議會）
- 兒童福利文化獎（2016年、一般財團法人兒童健全推進財團）
- 靜岡書店大獎兒童書名作部門獎項（2023年、《14隻老鼠系列》）[13]

## 外部連結
- 岩村和朗繪本之丘美術館官方網站 （页面存档备份，存于）